# Saint-Ouen-au-Bosc
Saint-Ouen-au-Bosc of Saint-Ouen is een gehucht en voormalige gemeente in de Franse gemeente Valmont in het departement Seine-Maritime. Het ligt in het oosten van de gemeente, een kilometer ten zuidoosten van het dorpscentrum van Valmont.
Het riviertje de Valmont ontspringt nabij Saint-Ouen.

## Geschiedenis
Oude vermeldingen van de plaatsnaam gaan terug tot rond 1240 als Sanctus Audoenus des Essorses en 1319 als Les Essourses Sanctus Audoenus.  De 18de-eeuwse Cassinikaart toont het dorpje St.Ouen aux Bosc.
Op het eind van het ancien régime eind 18de eeuw, toen de gemeenten werden gecreëerd, werd Saint-Ouen-au-Bosc een gemeente. De kerk van Saint-Ouen ging dicht rond de Franse Revolutie en werd daarna gesloopt.
In 1822 werd de gemeente Saint-Ouen-au-Bosc al opgeheven en aangehecht bij buurgemeente Valmont
Op het eind van de 19de eeuw kwam langs Saint-Ouen de spoorlijn Dieppe - Fécamp te liggen. De spoorlijn sloot weer in de 20ste eeuw en werd weer opengebroken.
Bec-aux-Cauchois · Rouxmesnil · Saint-Ouen-au-Bosc · Valmont